# 1995-ös jégkorong-világbajnokság
Az 1995-ös jégkorong-világbajnokság az 59. világbajnokság volt, amelyet a Nemzetközi Jégkorongszövetség szervezett. A vb-ken a csapatok négy szinten vettek részt. A világbajnokságok végeredményei alapján alakult ki az 1996-os jégkorong-világbajnokság csoportjainak mezőnye.

## A csoport
1–12. helyezettek
- Finnország – Világbajnok
- Svédország
- Kanada
- Csehország
- Oroszország
- Egyesült Államok
- Olaszország
- Franciaország
- Németország
- Norvégia
- Ausztria
- Svájc – Kiesett a B csoportba

## B csoport
13–20. helyezettek
- Szlovákia – Feljutott az A csoportba
- Lettország
- Lengyelország
- Dánia
- Hollandia
- Nagy-Britannia
- Japán
- Románia – Kiesett a C csoportba

## C csoport
Hivatalos jelzése: C1 csoport
21–29. helyezettek
- Fehéroroszország – Feljutott a B csoportba
- Kazahsztán
- Ukrajna
- Észtország
- Kína
- Magyarország
- Szlovénia
- Jugoszlávia – Kiesett a D csoportba
- Bulgária – Kiesett a D csoportba

## D csoport
Hivatalos jelzése: C2 csoport
30–39. helyezettek
- Horvátország – Feljutott a C csoportba
- Litvánia
- Spanyolország
- Dél-Korea
- Belgium
- Izrael
- Ausztrália
- Dél-afrikai Köztársaság
- Görögország
- Új-Zéland